# Paralimna meridionalis
Paralimna meridionalis är en tvåvingeart som beskrevs av Cresson 1916. Paralimna meridionalis ingår i släktet Paralimna och familjen vattenflugor. Inga underarter finns listade i Catalogue of Life.